# Rremas
Rremas è una frazione del comune di Divjakë in Albania (prefettura di Fier).
Fino alla riforma amministrativa del 2015 era comune autonomo, dopo la riforma è stato accorpato, insieme agli ex-comuni di Grabian, Gradishtë e Tërbuf a costituire la municipalità di Divjakë.

## Località
Il comune era formato dall'insieme delle seguenti località:
- Remas
- Mucias
- Karavasta
- Gur
- Kryekuq
- Kamenice
- Karavasta e re
- Adriati